# بنفشه سفید جنگلی
 بنفشه سفید جنگلی(نام علمی: Viola blanda) نام یک گونه از سرده بنفشه است.